# التشاوسن
التشاوسن (به آلمانی: Aletshausen) شهری در آلمان که در ایالت بایرن واقع شده‌است.

## خصوصیات
التشاوسن ۱۷٫۶۶ کیلومترمربع مساحت دارد و ۵۲۷ متر بالاتر از سطح دریا است.